# Norops pentaprion
Norops pentaprion är en ödleart som beskrevs av  Cope 1863. Norops pentaprion ingår i släktet Norops och familjen Polychrotidae.

## Underarter
Arten delas in i följande underarter:
- N. p. beckeri
- N. p. pentaprion